# Adıyaman (province)
Pour les articles homonymes, voir Adıyaman (homonymie).
La province d'Adıyaman est une des 81 provinces (en turc : il, au singulier, et iller au pluriel) de la Turquie.
Sa préfecture (en turc : valiliği) se trouve dans la ville éponyme d'Adıyaman.

## Géographie
Sa superficie est de 7 871 km2.

## Population
Au recensement de 2000, la province était peuplée de 623 811 habitants, soit une densité de population de 82,38 hab./km2. Majoritairement, la ville et la province est habitée par les Turcs et les Kurdes.
| 2000    | 2001    | 2002    | 2003    | 2004    | 2005    | 2006    | 2007    | 2008    |
| ------- | ------- | ------- | ------- | ------- | ------- | ------- | ------- | ------- |
| 568 432 | 571 180 | 573 149 | 574 886 | 576 808 | 578 852 | 580 926 | 582 762 | 585 067 |

| 2009    | 2010    | 2011    | 2012    | 2013    | 2014    | 2015    | 2016    | 2017    |
| ------- | ------- | ------- | ------- | ------- | ------- | ------- | ------- | ------- |
| 588 475 | 590 935 | 593 931 | 595 261 | 597 184 | 597 835 | 602 774 | 610 484 | 615 076 |

| 2018    | 2019    | 2020    | 2021    | 2022    | 2023    | - | - | - |
| ------- | ------- | ------- | ------- | ------- | ------- | - | - | - |
| 624 513 | 626 465 | 632 459 | 632 148 | 635 169 | 604 978 | - | - | - |

## Administration
La province est administrée par un préfet (en turc : vali).

## Subdivisions
La province est divisée en 9 districts (en turc : ilçe, au singulier).